# ガンメタル・ブレイズ
ガンメタル・ブレイズ (GUNMETAL BLAZE)は日本のテーブルトークRPG作品。
作者は千葉直貴／F.E.A.R.。出版元はエンターブレインで、2009年3月7日にB5判書籍にて発売された。ISBN 978-4-7577-4795-1。後の2009年12月にF.E.A.R.の内部調査によりこの著書の内容の一部がウィキペディアの記事ホワイトハウスから転載されていることが発覚した。

## 概要
2007年の第八回ゲーム・フィールド大賞入選作品である「GUNBLADE」を元にディベロップされた作品。「GUNBLADE」「ガンブレイド」がセガにより商標登録されていたため、「ガンメタル・ブレイズ」に改題された。スタイリッシュ・アクションRPGと銘打たれている。
「アガスティア」と呼ばれる世界で、「ブレイザー」と呼ばれるプレイヤーキャラクターを扱い、「メナス」と呼ばれる敵と戦うことを主題としてデザインされている。
F.E.A.R.作品によく見られる「シーン制」「ハンドアウト」が本作品にも取り入れられている。またキャラクターの「スタイリッシュ」を再現するために、様々な支援ルールが用意されている。

### スタイリッシュ
ガンメタル・ブレイズにおいて、スタイリッシュには、華麗な仕草や派手な演出などの視覚的なものと、"生き様を貫く"というシチュエーション的なもの、二種類の定義が存在している。前者を表現するのに代表されるのが「モーションエフェクト」と「ブレイズトリガー」であり、後者に代表されるのが「アライメント」と「シチュエーションカード」である。

## 世界設定
SFファンタジー。本作品の背景世界は「アガスティア」と呼ばれる。アガスティアはメナスハザードという災害の後に、1000年の時間をかけて復興を果たした大陸である。技術レベルは半永久エネルギー機関「レプリクォーツ」により大量のエネルギーが確保されたため、現在の地球と遜色ないかそれ以上といえる。また、文化レベルについても20世紀～21世紀の地球とあまり変わらない。

### ブレイザー
本作品のプレイヤーキャラクターは「ブレイザー」と呼ばれる。ブレイザーは、1000年ほど前の古代人類「エンシェント」が使っていたとされる、万能なる力「フォース」に選ばれ、フォースの中でも特別な「ガンメタル・ブレイズ」に目覚めた能力者とされている。ブレイザーはメナスハザードを引き起こした「メナス」に対抗できる唯一の存在として、メナスに関わる事件に否応無しに巻き込まれる運命にある。

### メナス
本作品の主なエネミーである「メナス」は、1000年ほど前に「メナスハザード」を引き起こした元凶である。メナスはメナスファクターによってごく普通の生物が変化したもので、破壊活動などを行いながらランクをあげていく。基本的に戻ることはなく、生命活動を停止させない限り止まることはない。メナスはその強さによってメナスハンター協会により「フリークス級」「エクソシア級」「デュミナス級」「ドミニオン級」にランク付けされている。（この中では人間としての理性を保つ「ヴァリアント」は除外されている）「エクソシア級」以上のメナスは、「メナスファクター」を発動することで、通常の兵器で倒すことができなくなる。メナスに対抗できるのはブレイザーの「ガンメタル・ブレイズ」のみである。

## システム

### スタンス
スタンスとは、戦闘での戦い方や技術をタイプ別にカテゴリー化したものであり、いわゆるキャラクタークラスに相当する。大きく4つのカテゴリーがあり、さらにその中に複数のスタンスがある。ブレイザーは、この中から2つのスタンスを持つ。各スタンスには、能力値修正やモーションエフェクト（一般的に言うスキル）などが含まれている。
持ったスタンスによって、スタンス固有のモーションエフェクトが取得できるようになり、そのスタンスのカテゴリーによって、カテゴリー共通の特技が取得できるようになる。また、同一のスタンスのみを取得している場合、「スペシャル」と呼ばれる特別なモーションエフェクトを取得できるようになる。（「スペシャル」のために同一でなければならないのはスタンスであり、カテゴリーが同一である意味はない）
カテゴリーは以下の通り。
- ソードマスター
  - 白兵武器での戦闘を中心としたスタンス群。

- ガンスリンガー
  - 銃器での戦闘を中心としたスタンス群。

- メイジ
  - 魔法での戦闘を中心としたスタンス群。

- イレギュラー
  - 上記のカテゴリーに含まれないスタンス群。

### ポテンシャル
キャラクターの潜在能力を表した数値。9種類の能力値に影響する。

### ガンメタル・ブレイズ
ブレイザーがメナスから世界を守るために持つ力。メナスが持つ「メナスファクター」を破壊する力を持つ。キャラクターの必殺技のようなものであり、一種のヒーローポイントである。

### シチュエーションカード
本作品のルールブックには51枚の「シチュエーションカード」が同梱されている。
シチュエーションカードはセッション開始時に、プレイヤーとゲームマスターの手札として配られる。セッション中、このカードはゲームマスターやプレイヤーから、別のプレイヤーキャラクターに向けて提示される。提示されたプレイヤーは、カードに書かれているシチュエーションをロールプレイで再現できれば、そのカードを「ブレイズトリガー」として自分の場札に加えることができる（プレイを拒否することも可能）。
ブレイズトリガーは、自分のキャラクターが（使用コストのかかる）モーションエフェクトを使用する際、カードに書いてある数値の分のコストとして使用できる。

## サポート
F.E.A.R.公式サイト内にて、エラッタと質疑応答が公開されている。デザイナーの千葉自身の手により「ゲーマーズ・フィールド」14-2号までサポート記事「マーカスタイムズS.A.T.」が連載されていたが、ウィキペディアの記事を正式な手続きをとらずに『ガンメタル・ブレイズ』に転載したことで、千葉自身が活動の自粛をすることになり、14-2号では記事が休載され、それ以降は別の執筆者によって引き継ぐことになった。

## ウィキペディアの記事「ホワイトハウス」からの転載
2009年12月21日、F.E.A.R.の内部調査によりガンメタル・ブレイズの内容の一部が正式な手続きをとらずにウィキペディアから転載されていることが発覚した。
F.E.A.R.と千葉直貴とエンターブレインはウェブ上に謝罪文を掲載すると共に、状況が何らかの進展をするまで千葉直貴は同ゲームに関する商業活動を自粛することになった。転載箇所は、『ガンメタル・ブレイズ』p.51の「大統領府」で、転載元はウィキペディアの記事ホワイトハウスの項目中、ホワイトハウス#概要とホワイトハウス#レジデンスの施設の一部であった。エンターブレインは、ウィキペディア上の掲載情報について権利者を特定、連絡をすることが困難としており、ウィキペディアの権利者から連絡を待つほかない状況としている。これにより、F.E.A.R.はゲーマーズ・フィールドでの本作の連載記事を14-2号では一度休載し、以後の刊行号ではしばらくの間、千葉直貴以外の別の執筆者によって引き継ぐことになった。